# Барановка (Камышинский район)
Барановка — село в Камышинском районе Волгоградской области, в составе Петрунинского сельского поселения.
Население — 466 чел. (2010)

## История
Основано во второй половине XVIII века как хутора Барановский. Хутора предположительно были заселены волжскими казаками в 1730-40-х годах. После упразднения Волжского казачьего войска было заселено государственными крестьянами. В XIX веке население составляли государственные крестьяне, великороссы, православные. Во второй половине XIX — начале XX века хутор относился к Камышинской волости Камышинского уезда Саратовской губернии..
В 1867 году освящена церковь, в 1889 году — церковно-приходская школа, в 1894 году — фельдшерский пункт. По состоянию на 1891 год земельный надел сельского общества составлял 2202 десятин удобной и 963 неудобной земли.
С 1928 года — административный центр Барановского сельсовета Камышинского района Камышинского округа (округ ликвидирован в 1934 году) Нижневолжского края (с 1935 года — Сталинградского края, с 1936 года — Сталинградской области, с 1961 года — Волгоградской области). В 1954 году Барановский сельсовет был упразднён, село включено в состав Лебяжинского сельсовета. В 1958 году передано в состав Петрунинского.

## Общая физико-географическая характеристика
Село расположено в степной местности, в пределах Приволжской возвышенности, являющейся частью Восточно-Европейской равнины, на реке Иловля, чуть ниже устья реки Мокрая Ольховка, на высоте около 95 метров над уровнем моря. Рельеф местности равнинный. Почвы пойменные и каштановые.
Через село проходит автодорога Петров Вал — Котово. По автомобильным дорогам расстояние до районного центра города Камышин — 22 км, до областного центра города Волгоград — 190 км, до ближайшего города Петров Вал — 6 км до административного центра сельского поселения села Петрунино — 7,5 км.
Климат
Климат умеренный континентальный (согласно классификации климатов Кёппена — Dfa). Многолетняя норма осадков — 401 мм. Наибольшее количество осадков выпадает в июле — 48 мм, наименьшее в марте — 22 мм. Среднегодовая температура положительная и составляет + 6,9 °С, средняя температура самого холодного месяца января −9,5 °С, самого жаркого месяца июля +22,8 °С.
Часовой пояс
Барановка, как и вся Волгоградская область, находится в часовой зоне МСК (московское время). Смещение применяемого времени относительно UTC составляет +3:00.

## Население
Динамика численности населения
| 1862 | 1886 | 1894 | 1897 | 1911 | 1987 | 2002 |
| ---- | ---- | ---- | ---- | ---- | ---- | ---- |
| 502  | 950  | 950  | 1136 | 1366 | ≈440 | 449  |

| 2010 |
| ---- |
| 466  |